# Das lebenswichtige Bindeglied: Die Geschichte von Wilfrid Israel
Das lebenswichtige Bindeglied: Die Geschichte von Wilfrid Israel (englischer Originaltitel: The Essential Link: The Story of Wilfrid Israel) ist eine Dokumentation des israelischen Regisseurs Yonatan Nir.
Der Film, der von Naomi Shepherds Buch Wilfrid Israel inspiriert ist, zeichnet die Lebensgeschichte von Wilfrid Israel nach. Israel war ein wohlhabender jüdischer Geschäftsmann und bis zu seiner Enteignung Ende der 1930er Jahre Besitzer des größten Kaufhauses von Berlin. Er war engagierter Philanthrop. Er war maßgeblich an der Rettung von zehntausenden Juden beteiligt, da er eine Schlüsselrolle in der Kindertransport-Rettungsaktion spielte.
Der Film wurde von Highlight Films produziert und auf dem DocAviv International Film Festival 2017 uraufgeführt.

## Inhalt
Die Dokumentation enthält Aufnahmen von Interviews mit Überlebenden der Kindertransport-Rettungsaktion, Mitgliedern des Kibbutz HaZore'a, Historikern, Gelehrten und Verwandten von Wilfrid Israel. Es geht um folgende Personen:
- Alisa Dvir
- Hanna Openheimer
- llana Michaeli
- Dr. llan Baer
- Ophir Baer
- Naomi Shepherd
- Yonatan Nir
- Peter Roxborough
- Holger Schwarting
- Dr. Christoph Kreutzmueller
- Dr. Jochen Palenker
- Bruno Wachsner
- Omri Marc Behr
- Barbara Danckwortt
- Jonathan Wilfrid Oppenheimer
- Dr. Yiftach Nir
- Amos (Kurt) Kuni Nikolai
- Michael Smith
- Adi Daliot
- Prof. (Emeritus) Moshe Zimmermann
- Lisa Sophie Bechner
- Dr. Paula Hill
- Prof. Leslie Brent
- Walter Feldman
- Aliza Tennenbaum
- Yoel Dorkam
- Pola Maroz
- Hannelore (Horn) Cohen

## Aufführungen
Die Dokumentation wurde auf mehreren Filmfestivals und Holocaust-Gedenkveranstaltungen in Europa, Kanada den Vereinigten Staaten und Australien gezeigt, darunter:
- 2017 DocAviv International Film Festival
- 2017 Scottsdale International Film Festival
- 2017 UK Jewish Film Festival
- 2017 Jewish International Film Festival (Australia)
- 2017 Chicago Israeli Film Festival
- 2017 Jewish Film Festival Berlin & Brandenburg
- 2017 Museum of Tolerance
- 2018 United Nations Office at Vienna
- 2018 Festival of Tolerance
- 2018 SERET International Film Festival
- 2018 Philadelphia Jewish Film Festival - winner of Audience Choice Award
- 2018 New Hampshire Jewish Film Festival - winner of Audience Choice Award
- 2018 Santa Barbara International Film Festival

## Kurzfilm (2012)
Im Jahr 2012 veröffentlichten Yonatan Nir (Regie), Noam Shalev (Produktion) sowie Ophir und Ilan Baer (Drehbuch) eine 34-minütige Filmdokumentation unter dem Titel Wilfrid Israel: Der Retter aus Berlin. Die Dokumentation wird seither wöchentlich im Wilfrid Israel Museum auf dem Gelände des Kibbutz HaZore'a bei Haifa gezeigt. Beträchtliches Filmmaterial, das für die Produktion dieses Films gesammelt wurde, konnte später für „Das lebenswichtige Bindeglied: Die Geschichte von Wilfrid Israel“ verwendet werden.